# Rumania en los Juegos Olímpicos de Roma 1960
Rumanía estuvo representada en los Juegos Olímpicos de Roma 1960 por un total de 98 deportistas que compitieron en 13 deportes.  
El portador de la bandera en la ceremonia de apertura fue el atleta Alexandru Bizim.

## Medallistas
El equipo olímpico rumano obtuvo las siguientes medallas:
| Nombre | Deporte            | Competición                  |
| --- | ------------------ | ---------------------------- |
| Oro |                    |                              |
| Iolanda Balaș                                                                                             | Atletismo          | Salto de altura F            |
| Dumitru Pârvulescu                                                                                        | Lucha grecorromana | 52 kg M                      |
| Ion Dumitrescu                                                                                            | Tiro               | Foso M                       |
| Plata |                    |                              |
| Ion Cernea                                                                                                | Lucha grecorromana | 57 kg M                      |
| Bronce |                    |                              |
| Lia Manoliu                                                                                               | Atletismo          | Disco F                      |
| Ion Monea                                                                                                 | Boxeo              | Medio (75 kg) M              |
| Maria Vicol                                                                                               | Esgrima            | Florete ind. F               |
| Atanasia Ionescu Elena Leușteanu Sonia Iovan Emilia Vătășoiu-Liță Elena Mărgărit-Niculescu Utta Poreceanu | Gimnasia artística | Concurso completo por eqs. F |
| Ion Țăranu                                                                                                | Lucha grecorromana | 79 kg M                      |
| Leon Rotman                                                                                               | Piragüismo         | C1 1000 m M                  |